# Родригес, Хуан Себастьян
Хуа́н Себастья́н Родри́гес Ло́пес (исп. Juan Sebastián Rodríguez López; род. 27 марта 2006, Санто-Доминго) — эквадорский футболист, Опорный полузащитник клуба ЛДУ Кито.

## Клубная карьера
Родригес — воспитанник клуба ЛДУ Кито. 25 августа 2024 года в матче против «Либертада» он дебютировал в эквадорской Примере.

## Международная карьера
В 2023 году в составе юношеской сборной Эквадора Родригес принял участие в домашнем юношеском чемпионате Южной Америки. На турнире он сыграл в матчах против сборных Колумбии, Уругвая, Парагвая, Аргентины, а также дважды Бразилии и Чили. В поединке против парагвайцев Хуан забил гол.
В 2023 году Родригес принял участие в юношеском чемпионате мира в Индонезии. На турнире он сыграл в матчах против команд Индонезии, Марокко, Панамы и Бразилии.
В 2025 году в составе молодёжной сборной Эквадора Родригес принял участие в молодёжном чемпионате Южной Америки в Венесуэле. На турнире он сыграл в матчах против команд Боливии, Колумбии, Бразилии и Аргентины.